# Moyen allemand
Ne doit pas être confondu avec Moyen haut allemand.

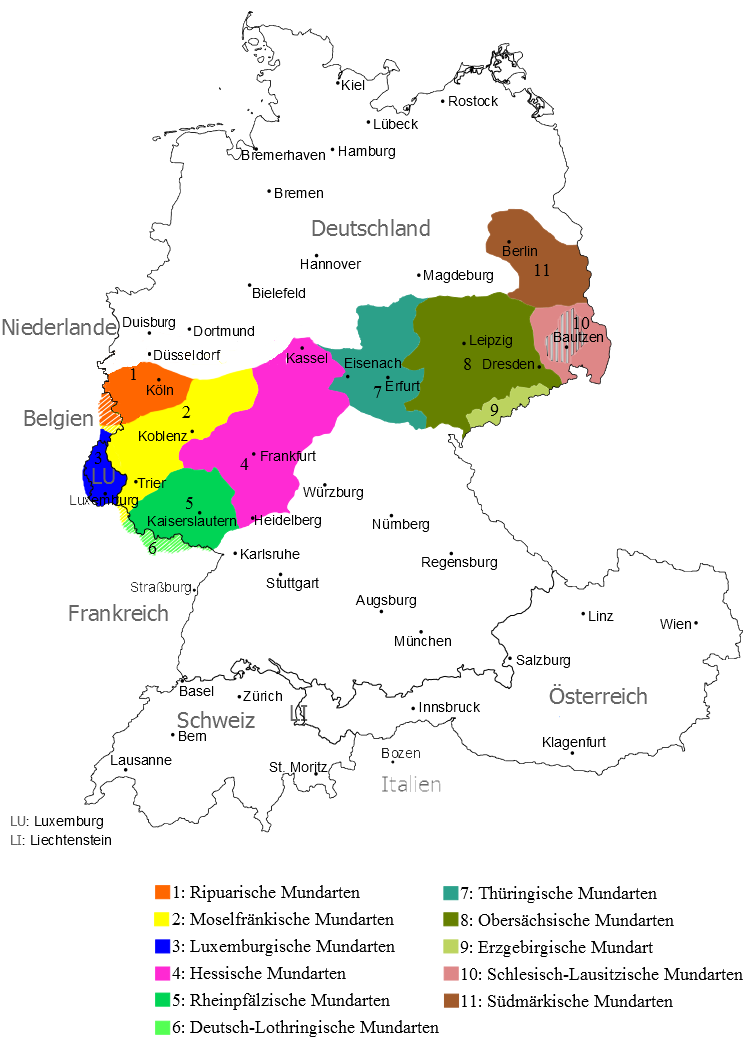
Carte (en allemand) des différents dialectes et langues de type moyen allemand

Le moyen allemand (en allemand : Mitteldeutsch ou Zentraldeutsch) est un groupe de dialectes (et langues) germaniques parlés au centre de l'Allemagne, au Luxembourg et dans l'est dans la Belgique. 
Ils définissent une zone de transition au sein du continuum linguistique du groupe allemand entre les parlers allemands supérieurs et bas allemands. Avec les dialectes de l'allemand supérieur, il forme le groupe des langues du haut allemand. Dans cette catégorie, ils se différencient des dialectes allemands supérieurs par une seconde mutation consonantique incomplète. 
Les termes de bas et haut allemand  sont construits en référence aux bassins versants et au relief. Ainsi, le bas allemand est situé dans les plaines du nord, tandis que le haut allemand est situé dans les régions montagneuses au sud, par conséquent le terme de moyen allemand correspond à une zone intermédiaire.

## Classification des principaux dialectes (et langues) du moyen allemand
- moyen allemand occidental
  - francique ripuaire (moyen francique)
  - francique mosellan (moyen francique)
    - luxembourgeois (moyen francique)

  - francique rhénan
    - francique rhénan palatin
    - francique rhénan de Lorraine

  - moyen hessois (de)
  - hessois du Nord (de)
  - hessois de l'Est (de)
- moyen allemand oriental
  - thuringeois
  - haut saxon
  - haut saxon du Nord
  - südmärkisch
  - schlesisch
  - haut prussien
- yiddisch